# Philippe-Maurice, 9è duc de Broglie
Philippe-Maurice Albert Victor Amédée César, 9è duc de Broglie (nat el 28 de setembre de 1960) és un aristòcrata francès.
El duc va néixer a París com el segon fill del príncep Jean de Broglie (1921–1976) i Micheline Segard (1925–1997). Va heretar el ducat després de la mort del seu germà gran Victor-François el 2012.